# Виктория (остров, Чили)
Виктория — остров архипелага Чонос в Чили. Наивысшая точка — 759 метров над уровнем моря. На острове есть сильно вытянутое озеро - примерно одиннадцать километров на один в самой широкой части.